# Nevado de Colima
El volcà Nevado de Colima (o Zapotepetl en el seu nom primitiu) és un antic massís volcànic situat a l'estat de Jalisco, a l'occident de la República Mexicana. La seva altura és de 4260 msnm i no presenta activitat volcànica. El seu cim presenta signes de greu erosió pel foc, cosa que ha dificultat determinar alguns aspectes de la seva violenta història. Avui dia és possible trobar-hi restes de materials de lava i fluxos piroclàstics a més de 80 km de distància del cràter ocasionats per una erupció de magnituds catastròfiques acompanyada de devessalls voluminosos que hom creu que no van ser anteriors al Plistocè.

## Geologia
A diferència de la resta dels grans estratovolcans del centre del país, els quals estan associats a la subducció de la placa de Cocos amb la placa Nord-americana, el complex volcànic de Jalisco comparteix alhora una singular característica que l'associa amb un moviment tectònic irregular, alimentat per la transferència del Bloc Tectònic de Jalisco a la sub-placa de Rivera. Aquest moviment desplaça el sector occidental de Jalisco cap a l'oest. Es troba en una zona marcada per la formació de grabens i falles geològiques que corren formant una gran ferradura des de Jalisco fins a Tepic travessant la part central de l'estat.

## Biodiversitat
La vegetació del Nevado és de boscos temperats i freds de pi-alzina, oyamel i junípers. A partir de la cota dels 4000 metres sobre el nivell del mar existeix l'ecosistema conegut com a tundra alpina, on els zacatonals i les molses són les principals plantes, ja que els arbres (pins, oyamels) deixen de créixer a aquesta altura.
Quant a la fauna que està present al Nevado, hi habita el cérvol cua banca, el pecarí, el puma, l'ocelot, diverses serps i altres rèptils, i nombroses espècies d'aus com l'àguila, gallines silvestres, i gran varietat d'insectes.
Tant en el Regne Vegetal com en l'Animal, el parc compta amb gran nombre d'endemisme, és a dir, presència d'espècies que solament habiten un lloc determinat.

## Decret
L'àrea on es localitza aquest volcà està protegida pel govern mexicà amb el decret de Parc nacional Nevado de Colima, que li va atorgar el president Lázaro Cárdenas del Rio el 5 de setembre de 1936, incloent una superfície de 6,554 hectàrees. L'àrea natural també protegeix al veí Volcà de Colima, que llavors era considerat com el volcà més actiu de Mèxic, el qual encara pren aquest lloc.

## Turisme
És comú que durant l'hivern es cobreixi de neu, per la qual cosa és sovint visitat entre els mesos de novembre i març. Per accedir al cim d'aquest volcà és necessari desplaçar-se a la població de Ciudad Guzmán, a l'estat de Jalisco, d'aquí es pren la carretera a La Mesa i El Fresnito on la senyalització adverteix el camí al parc nacional, una vegada internats a l'àrea protegida, la pista condueix fins a unes antenes que es troben en els 4000 msnm últim punt fins a on poden arribar els automòbils.